# Tisma freyi
Tisma freyi är en bönsyrseart som beskrevs av Brancsik 1892. Tisma freyi ingår i släktet Tisma och familjen Mantidae. Inga underarter finns listade i Catalogue of Life.